# Mico intermedius
Mico intermedius és una espècie de primat de la família dels cal·litríquids que viu al Brasil.